# جف آلن (بازیکن فوتبال)
جف آلن (انگلیسی: Geoff Allen؛ زادهٔ ۱۰ نوامبر ۱۹۴۶) بازیکن فوتبال اهل انگلستان است.
از باشگاه‌هایی که در آن بازی کرده‌است می‌توان به باشگاه فوتبال نیوکاسل یونایتد اشاره کرد.
وی همچنین در تیم ملی فوتبال England youth بازی کرده‌است.